# Emil Kellenberger
Emil Kellenberger (* 3. April 1864 in Walzenhausen; † 30. November 1943 ebenda) war ein Schweizer Sportschütze und zweifacher Olympiasieger.
Er nahm an den Olympischen Sommerspielen 1900 in Paris teil und gewann dort zwei Goldmedaillen sowie eine Silbermedaille. Er gewann mit dem Armeegewehr den Einzelwettbewerb im Dreistellungskampf sowie den Mannschaftsbewerb. Kniend gewann er zusammen mit dem Dänen Anders Peter Nielsen die Silbermedaille hinter seinem Landsmann Konrad Stäheli, der den Wettkampf gewann.